# Estadio Rey Salmán
El Estadio Rey Salmán (en árabe: ملعب الملك سلمان), es un estadio multiusos ubicado en la ciudad de Riad, Arabia Saudita. Uno de los estadios de la Copa Mundial de Fútbol de 2034, el estadio tiene capacidad para 92.000 personas.Lleva su nombre en honor al  monarca y  saudí Salmán bin Abdulaziz.

## Historia
Su inauguración se producirá en el año 2029.